# جيمي بيج
جيمس باتريك بيج (بالإنجليزية: James Patrick "Jimmy" Page)‏؛ من مواليد 9 يناير 1944) هو عازف جيتار، كاتب أغاني ومنتج إنجليزي. بدأ مسيرته كعازف جيتار مؤقت في لندن لينضم في وقت لاحق إلى فرقة الياردبيردز من عام 1966 وحتى 1968 عندما قام بتأسيس فرقة الروك الإنجليزية لد زبلين.

## روابط خارجية
- جيمي بيج على موقع IMDb (الإنجليزية)
- جيمي بيج على موقع الموسوعة البريطانية (الإنجليزية)
- جيمي بيج على موقع ميوزك برينز (الإنجليزية)
- جيمي بيج على موقع رولينغ ستون (الإنجليزية)
- جيمي بيج على موقع قاعدة بيانات برودواي على الإنترنت (الإنجليزية)
- جيمي بيج على موقع قاعدة بيانات برودواي على الإنترنت (الإنجليزية)
- جيمي بيج على موقع إن إن دي بي (الإنجليزية)
- جيمي بيج على موقع أول ميوزيك (الإنجليزية)
- جيمي بيج على موقع ديسكوغز (الإنجليزية)
- جيمي بيج على موقع قاعدة بيانات الفيلم (الإنجليزية)